# Franciszek Rychłowski (1611–1673)
Franciszek Rychłowski (ur. w 1611, zm. w 1673) – polski franciszkanin, kaznodzieja, prowincjał.

## Życiorys
W 1633 wstąpił do zakonu franciszkańskiego. Przebywał w Krakowie, skąd w 1655 jako opiekun kleryków wyjechał z podopiecznymi do klasztoru franciszkańskiego w Gliwicach, uchodząc przed zbliżającą się do Krakowa armią szwedzką. W tym samym roku franciszkanie postanowili przyjąć ofertę hrabiego Melchiora von Gaschina ufundowania klasztoru na Górze św. Anny i delegowali tam grupę zakonników pod wodzą Rychłowskiego. Został on jego pierwszym przełożonym 9 września 1656. Funkcję tę pełnił do 1658. Nie miał jednak, ze względów prawnych, tytułu gwardiana. W czasie jego rządów wybudowano pierwszy drewniany klasztor, rozpoczęto także przebudowę i rozbudowę kościoła. Następnie piastował wysokie stanowiska w małopolskiej prowincji franciszkańskiej, a w latach 1661-1664 był prowincjałem prowincji małopolskiej. 
Oprócz działalności organizacyjnej stworzył liczne kazania, których trzy tomy opublikowano w języku polskim. 